# Universitets-Jubilæets danske Samfund
Universitets-Jubilæets danske Samfund (forkortet UJDS) er en forening med det formål at udbrede og bevare kendskabet til det danske sprog ved udgivelse af ordbøger, litterære værker og videnskabelige og andre arbejder om dansk sprog, danske dialekter og folkeminder. Foreningen blev oprettet i forbindelse med Københavns Universitets 400-års jubilæum i 1879 og har siden da stået for op mod 600 udgivelser. Siden 1904 har foreningen udgivet tidsskriftet Danske Studier, som for tiden udkommer en gang om året.